# آنالیز پی‌ئی‌اس‌تی
آنالیز PEST، یکی از ابزارهای مدیریت راهبردی Strategic management برای تجزیه و تحلیل عواملی از محیط کلان برون سازمانی (External macro environment analysis) است که بر سازمان و بر کارآفرین تأثیر گذارند. در این آنالیز محیط بیرونی سازمان در چهار بعد مختلف بررسی می‌شود که عبارتند از سیاست Politics، اقتصاد Economics، اجتماع و فرهنگ Socio-Cultural، و تکنولوژی Technology. آنالیز PEST صرفاً چارچوبی است که تأثیرات محیطی مثل نیروهای سیاست، اقتصاد، اجتماع و تکنولوژی را دسته‌بندی می‌کند. گاهی اوقات دو عامل اضافی محیط و قانون اضافه می‌شوند تا آنالیز PESTLE را ایجاد نمایند ولی این دو زمینه می‌توانند به راحتی در عوامل دیگر مفروض شوند. عوامل PEST به‌طور کلی فراتر از آن هستند که یک سازمان بتواند بر آنها تأثیر گذاری مستقیم داشته باشد. این عوامل تمایلات محیطی قابل توجه را چه در بلند مدت و چه در کوتاه مدت، شناسایی می‌کنند. و اطلاعات حیاتی برای تکمیل SWOT شرکت فراهم نموده؛ فرضیات معتبری برای توسعه استراتژی شرکت ارائه می‌نماید. این آنالیز وابسته به تلاش مدیران در بخش‌های مختلف یک شرکت است، و حتی شامل افراد خارج از هیئت مدیره می‌شود، که دیتای مرتبط را جمع‌آوری و آنالیز می‌نمایند تا از آن نتیجه‌گیری حاصل شود.

## کاربرد
ارزیابی محیط داخلی Internal environment assessment و شناسایی محیط بیرونی سازمان بخش تفکیک‌ناپذیر مدیریت استراتژیک شامل بررسی وضع موجود یا مأموریت Mission، هدف گذاری یا چشم‌انداز Vision، و شناسایی راهبرد رسیدن از نقطه کنونی به هدف Strategy می‌باشد. آنالیز محیط بیرونی دیدگاه مناسبی برای تعیین فرصت‌ها Opportunities و تهدیدها Threats در آنالیز اس‌دبلیواوتی فراهم می‌آورد و می‌تواند به همراه این آنالیز اطلاعات تکمیلی مناسبی برای کسب و کار در اختیار شرکتها قرار دهد. از دیگر کاربردهای این آنالیز در بازاریابی، توسعه محصول، و مدیریت پروژه می‌باشد. بعلاوه آنالیز PEST برای نشان دادن حضور و عدم حضور یا از دست دادن جایگاه استراتژیک، رقابت پذیری، و اثر بخشی استراتژیک استفاده می‌شود.
شاید بتوان گفت کاربرد آنالیز PEST برای راه اندازی و برقراری کسب و کارها الزامی است. در واقع عدم آگاهی از عوامل سیاسی، اقتصادی، اجتماعی، و تکنولوژیک می‌تواند منجر به تحمیل هزینه‌های هنگفتی بر کسب و کارهای نوپا گردد و همچنین عدم آگاهی از تغییرات این عوامل می‌تواند منجر به زیان بر کسب و کارهایی گردد که از سالیان پیش مشغول تجارت، تولید، و توزیع کالا و خدمات بوده‌اند؛ زیرا این عوامل همواره در حال تغییر هستند و از طرف دیگر فراگیر و کلان هستند لذا شرکتها قدرت اعمال تغییر بر آنها را ندارند. بنابر این بایستی با تجزیه و تحلیل این عوامل راهکارهایی بیندیشند تا بتوانند با این عوامل مواجه شوند، ریسک حاصل از این عوامل را به حداقل برسانند یا حتی از این عوامل در راستای سودآوری خود بهره جویند.

## شناسایی عوامل محیط کلان برون سازمانی

### عوامل سیاسی Politics
به منظور شناسایی عوامل سیاسی کلیه سیاست گذاری‌ها و اقدامات دولت که به‌طور مستقیم و غیر مستقیم بر کسب و کار مؤثر هستند، ارزیابی می‌شوند. برخی از این عوامل عبارتند از: ثبات محیط سیاسی، سیاستهای مالیاتی و تأثیر آن بر تجارت، عضویت دولت در توافقنامه‌های تجاری بین‌المللی، ضوابط تجارت خارجی، سیاستهای رفاه اجتماعی.
بر اساس نوع فعالیت شرکتها، و همچنین نوع عوامل سیاسی و تغییرات آن، میزان تأثیر گذاری این عوامل بر کسب و کارهای متفاوت، متغیر است؛ مثلاً روابط دولت یا تغییر ضوابط تجارت خارجی با کشورهای جهان در بازه‌های مختلف زمانی، می‌تواند بر دسترسی و رقابت تاجران بین‌المللی به بازار آن کشورها اثر گذارد. عضویت دولت در توافقنامه‌های تجارت بین‌الملل می‌تواند منجر به لزوم افزایش استانداردهای تولید کالا، تغییر تعرفه‌ها، و اثر گذاری بر قیمت مصرف‌کننده شود. از اینرو لازم است ضوابط واردات و صادرات کالا و تعرفه‌های مربوط به آن، همواره توسط وارد کنندگان و صادر کنندگان کالا مورد ارزیابی قرار گیرد تا بتوانند در راستای تطبیق با شرایط موجود و آتی، برنامه‌ریزی کنند. البته برنامه‌ریزی کم مخاطره در شرایط ثبات سیاسی امکان‌پذیر است زیرا در شرایطی که محیط کسب و کار از ثبات سیاسی برخوردار نباشد، پیش‌بینی درست، برنامه‌ریزی، مدیریت صحیح منابع، و اخذ تصمیمات مناسب بسیار چالش‌انگیز است؛ لذا برخی کسب و کارها در شرایط عدم ثبات و شفافیت سیاسی و همچنین ضوابط سخت، قادر به ادامه حیات نیستند. از طرف دیگر ثبات سیاسی و اخذ سیاستهای حمایت کننده مثلاً در راستای آموزش و رفاه اجتماعی توسط دولت، می‌تواند مشوق توسعه کسب و کار باشد. ممکن است دولت برای موسسات آموزشی، مراکز تجاری، تولیدکنندگان محصولات غذایی و بهداشتی، بسته‌های حمایتی، راهکارهای ساده و عملیاتی، و حتی بخشودگی مالیاتی در نظر بگیرد تا واحدهای بیشتری در این حوزه‌ها به فعالیت بپردازند.

### عوامل اقتصادی Economics
هر کسب و کار در واقع یک بنگاه خرد در اقتصاد است که باید محیط کلان اقتصادی که در آن به فعالیت می‌پردازد را همواره ارزیابی نماید. شرایط اقتصادی بر اینکه دستیابی به موفقیت و سودآوری در هر زمان چقدر راحت یا سخت حاصل شود تأثیر گذار است زیرا هم بر هزینه و دسترسی به سرمایه و هم بر تقاضا مؤثر است. برخی از عوامل مؤثر اقتصادی در این آنالیز عبارتند از: نرخ کنونی و آتی سود بانکی، سطح تورم و پیش‌بینی آتی و تأثیر آن بر رشد بازار، سطح نسبت کارکنان به جمعیت و تغییرات آن، پیش‌بینی طولانی مدت رشد ناخالص ملی و سایر عوامل مؤثر، نرخ تبدیل ارز و تأثیرات آن بر تولید و توزیع. نرخ سود بانکی بر توقع سرمایه گذاران کسب و کار و حتی عادات و تمایل خریداران مؤثر است. تغییرات تورم لازم است برای برنامه‌ریزی بودجه و تعیین قیمت آتی کالا بررسی شود؛ مثلاً افزایش قیمت زمین و سوخت، به شکل مستقیم و غیر مستقیم هزینه‌های کسب و کار را افزایش می‌دهد. در نهایت تغییرات نرخ ارز بر فعالیت صادر کنندگان، وارد کنندگان کالا، و همچنین تولیدکنندگانی که در فرایند تولید خود از کالا و خدمات ارزی استفاده می‌کنند، تأثیر گذار است.

### عوامل اجتماعی فرهنگی Socio-Cultural
محیط اجتماعی فرهنگی تقاضا و ذائقه را در خود جمع می‌کند. از اینرو بررسی عوامل مرتبط با اجتماع و فرهنگ هم برای شرکتهای داخلی و هم به منظور توسعه در بازارهای بین‌المللی حائز اهمیت است. برخی از این عوامل عبارتند از: تمایلات و سبک زندگی، جمعیت و تغییرات آن، نرخ توزیع تحصیلات و درآمد، مذهب رسمی و تأثیرات آن بر تمایلات و عقاید مصرف‌کننده، سطح مصرف گرایی و عقیده جمعی نسبت به آن، قوانین معلق و تأثیر آنها بر سیاستهای اجتماعی کلان، نگرش نسبت به کار و تفریح. آموزه‌ها، باورها و عقاید فرهنگی بر الگوی مصرف ، انتخاب کالا و خدمات ، انتظار و سلیقه مصرف‌کننده مؤثر است؛ مثلاً در فرهنگهای مختلف، مردم درک متفاوتی از رنگها، اشکال، سایز، یا کاربرد انواع کالا و خدمات دارند. این درکها می‌توانند منجر به ایجاد تصورات و نیازهای متفاوتی گردند. در برخی اجتماعات افراد تمایل به خرید کالاهایی از هر رنگ و اندازه ای دارند ولی مردم برخی کشورها فقط به رنگهای خاصی تمایل دارند و ترجیح می‌دهند کالاهای بسیار کوچک و سبک یا کالاهای بسیار بزرگ و کاربردی خریداری کنند. الگوی ارزیابی فرهنگ گیرت هافستد، اطلاعات خوبی برای درک انواع شاخص‌های فرهنگی به دست می‌دهد.
آنالیز فرهنگی نه تنها می‌تواند در شناسایی مشتریان، نیازها و انتظارات آنها به کار رود، بلکه می‌تواند به منظور شناسایی و ارتقای کارکنان، و همچنین شناسایی و مدیریت روابط با تأمین کنندگان نیز به کار رود. در شرکتها و سازمانهایی که کارکنان با زمینه‌های مختلف اجتماعی فرهنگی فعالیت می‌کنند، یا با تأمین کنندگانی از شهرها یا کشورهای متنوع ارتباط دارند، شناخت مسائل فرهنگی قومی قبیله ای، شهری یا روستایی، داخلی یا بین‌المللی این افراد حائز اهمیت است. این شناخت در شکل دهی روابط بهتر، به حداقل رساندن برخوردها و تناقض‌ها، و فراهم نمودن شرایط مثبت کاری برای همگان مؤثر است. شناسایی فرهنگ برای مدیریت تغییرات نیز مورد استفاده واقع می‌شود. موفقیت در اعمال تغییرات وابسته به رهبری است که نسبت به نیازهای بومی حساس باشد و بتواند خود را با شرایط فرهنگی تطبیق دهد.

### عوامل تکنولوژیک Technological
دسترسی شرکتها به اطلاعات و ابزارهای ارتباطی پیشرفته و برخورداری از زیر ساخت تکنولوژیک مدرن، بر هزینه‌های تولید، توزیع، و تحقیق کسب و کارها بسیار مؤثر است. برخی از عوامل تکنولوژیک عبارتند از: سطح یافته‌های علمی و تغییرات آن در دولت و صنعت، تمایل و تمرکز دولت بر تکنولوژی، بلوغ تکنولوژیک، وضعیت مسائل مربوط به مالکیت معنوی، تکنولوژی‌های مخرب، سرعت تغییرات تکنولوژی، نقش تکنولوژی در مزیت رقابتی.
دسترسی به تکنولوژی پیشرفته ماشین آلات صنعتی همراه با یک زیر ساخت مناسب نه تنها موجب افزایش سرعت و دقت تولید می‌گردد بلکه الگوی تولید را نیز تحت تأثیر قرار می‌دهد؛ مثلاً در بخش تأمین نیروی انسانی، ماشین آلات پیشرفته از طرفی موجب حذف نیروی کار ساده و از طرف دیگر مستلزم برخورداری از نیروی متخصص برای کاربرد و آنالیز کارکرد دستگاه‌ها است. همچنین سرمایه‌گذاری دولت در تحقیق و توسعه، تسهیل‌کننده دسترسی شرکتها و سازمانها به دانش روز، نیروی متخصص و ماهر، و تشویق نوآوری است. شرکتها می‌توانند از نوآوری برای تعریف مجدد یک صنعت، از طریق ترکیب یک مدل تجاری نوین با تکنولوژی نوین، به مزیت رقابتی، رشد، تأثیر گذاری قابل توجه و هدایت صنعت، دست یابند. در مجموع می‌توان گفت پیشرفت تکنولوژیک عاملی است که کسب و کارها را به تکاپو و تلاش وامی‌دارد زیرا در یک محیط با سرعت تغییرات بالا، ساختارهای قدیمی و ناکارآمد مجبور هستند تا راهکاری برای باقی ماندن در فضای رقابتی پیدا کنند.

### عوامل محیطی Environmental
اگر چه عوامل محیطی را می‌توان در عوامل اجتماعی و عوامل سیاسی ادغام نمود ولی در برخی تحقیقات، این عوامل جداگانه بررسی می‌گردند. برخی از این عوامل عبارتند از: مسائل محیطی و زیست‌محیطی مؤثر بر صنعت، تأثیر فعالان گروه‌های بین‌المللی، ضوابط مصرف انرژی و مدیریت ضایعات. مثلاً ایجاد یک کارخانه در نزدیکی آثار محافظت شده ملی، منابع طبیعی، و سایر مناطق حساس، قبل از برنامه‌ریزی ساخت بایستی مورد بررسی قرارگیرد. مدیریت ضایعات صنعتی، شیمیایی نیازمند بررسی شرایط محیطی و قوانین حاکم بر آن است. همچنین ارزیابی دسترسی به منابع مختلف انرژی از قبیل برق، آب، و گاز، قوانین و تعرفه‌های آن از وظایف مدیران اجرایی پروژه است.

### عوامل قانونی Legal
عوامل قانونی می‌توانند در عوامل سیاسی ادغام گردند. برخی از این عوامل عبارتند از: ضوابط انحصارگری، حمایت قانونی دارایی‌های شخصی، قانون حقوق مصرف‌کنندگان، قوانین سلامت و ایمنی کارکنان و محصولات. مثلاً حق انتشار یک متن، تصویر، یا یک برنامه، در حفظ منافع ایجاد کننده آن اثر، قابل توجه است. همچنین عدم رعایت قوانین سلامت کارکنان یک کارخانه می‌تواند منجر به تعطیلی آن شود؛ لذا بررسی قوانین جاری، و پیش‌بینی قوانین آتی، قبل از شروع هر کسب و کار حائز اهمیت است تا از خسارات آتی پیشگیری شود.